# Finkenlerche

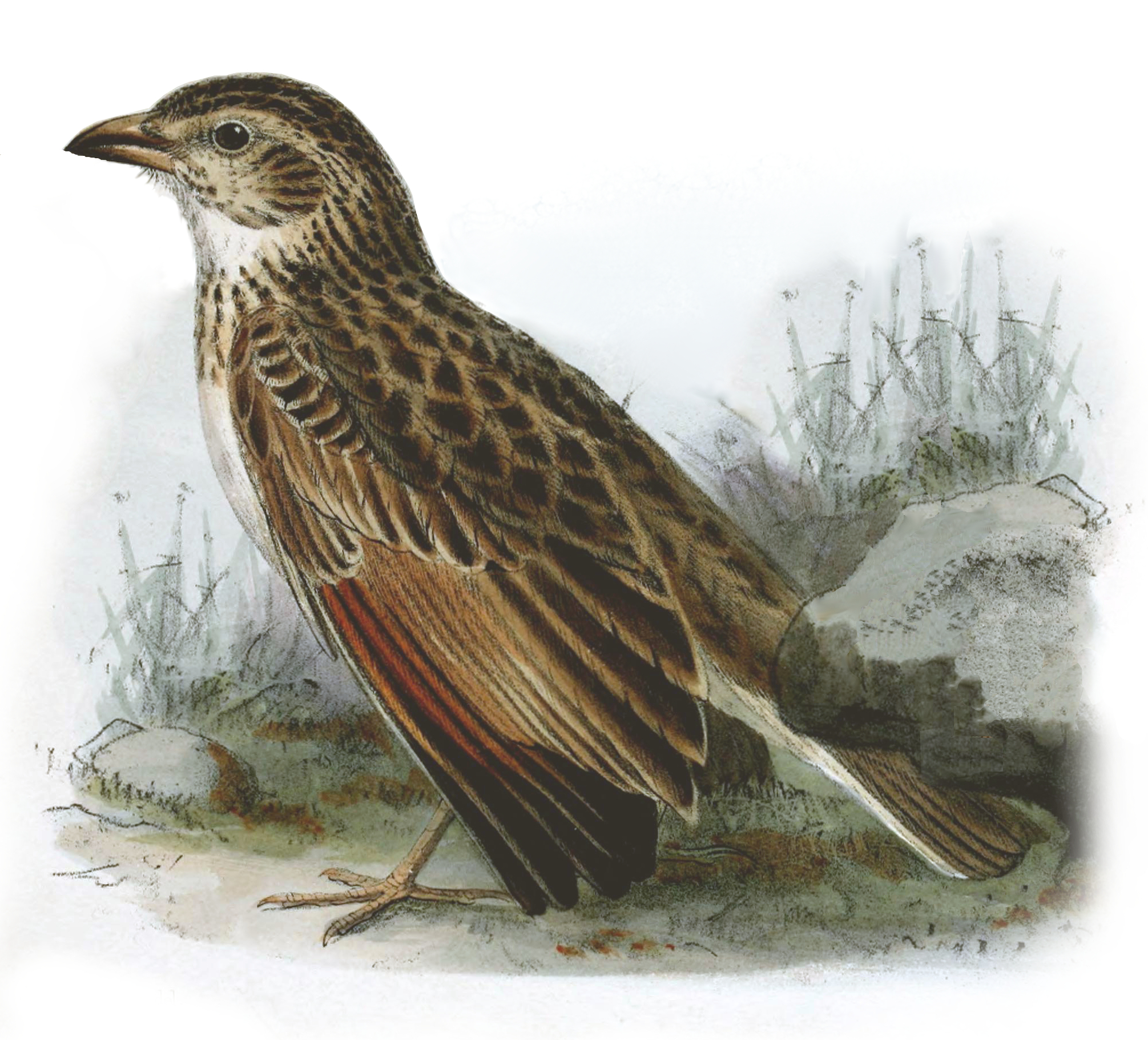
Zeichnung einer Finkenlerche

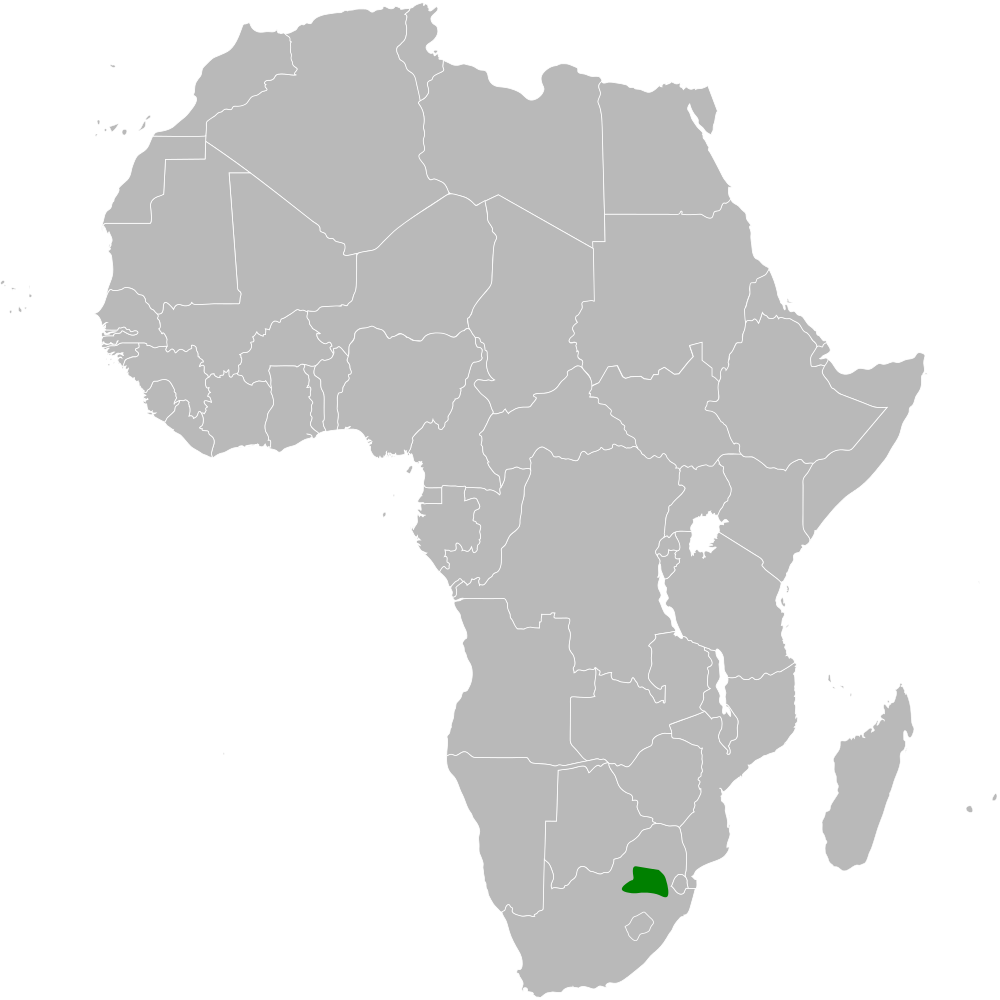
Verbreitungsgebiet der Finkenlerche

Die Finkenlerche (Spizocorys fringillaris) ist eine kleine Art aus der Familie der Lerchen mit einem finkenähnlichen Schnabel. Es ist eine kompakt gebaute Lerche mit einer auffälligen Strichelung auf der Körperoberseite. Ihr vergleichsweise kleines Verbreitungsgebiet liegt Süden Afrikas. Es werden keine Unterarten unterschieden.
Die IUCN stuft die Art als stark gefährdet (endangered) ein.
Die Art wird gelegentlich in eine eigene Gattung Botha gestellt, genetische Untersuchungen haben jedoch die Verwandtschaft mit den anderen Arten der Gattung Spizocorys bestätigt.

## Merkmale
Die Finkenlerche erreicht eine Körperlänge von etwa 12 bis 15 Zentimetern, wovon zwischen 3,8 und 4,2 Zentimeter auf den Schwanz entfallen. Der Schnabel misst vom Schädel aus zwischen 1,2 und 1,47 Zentimeter. Sie wiegen zwischen 15,7 und 21 Gramm. Es besteht kein Geschlechtsdimorphismus.
Die Finkenlerche ist an Stirn, Scheitel, Nacken, Hinterhals, Mantel und Rücken braun. Durch die dunklen Federmitten wirkt das Gefieder stark gestrichelt. Die Halsseiten sind gelblich braun, der Vorderhals ist hellbraun. Die Oberschwanzdecken sind braun ohne jegliche weitere Abzeichen.
Der Augenstreif ist dunkelbraun, der Überaugenstreif ist hell gelbbraun bis weißlich. Der Augenring ist weißlich. Vor den hellbraunen Ohrdecken befindet sich ein kleiner weißer Fleck. Ohrdecken und die gleichfalls hellbraunen Wangen sind schwärzlich gestrichelt. Das Kinn und die Kehle sind schmutzig weiß. Die Brust, der vordere Bauch und die Flanken sind braun bis gelbbraun und weisen kräftige schwärzlich-braune Strichel auf. Der übrige Bauch und die Unterschwanzdecken sind hellbraun bis weiß.
Hand- und Armschwingen sind dunkelbraun mit hellen Säumen. Die Armschwingen haben darüber hinaus auch helle Spitzen. Die Schwanzfedern sind überwiegend dunkelbraun, die sechste (äußerste) Steuerfeder hat einen breiten weißen Saum auf der Außenfahne, die fünfte Steuerfeder ist nur an der Außenfahnenseite weiß gesäumt, die Spitze dagegen ist dunkel.
Der Schnabel ist rosa und wird zur Spitze hin dunkler. Die Iris ist braun.

## Verwechslungsmöglichkeiten
Die Finkenlerche weist große Ähnlichkeit mit der Rotschnabellerche auf, die ebenfalls zur Gattung Spizocorys gehört. Diese hat ebenfalls einen rötlichen Schnabel, allerdings fehlt bei der Rotschnabellerche die dunklere Spitze. Die Rotschnabellerche hat außerdem keinen Weißanteil an den Steuerfedern und eine einheitlich hellbraune Körperunterseite.

## Verbreitungsgebiet und Lebensraum
Die Finkenlerche ist ein endemischer Standvogel der Südafrikanischen Republik. Sie kommt hier nur im Süden von Mpumalanga und im Osten der Provinz Freestate vor. Die Finkenlerche ist im gesamten Verbreitungsgebiet eine seltene Art, die IUCN schätzt den globalen Bestand auf nur 1500 bis 5000 geschlechtsreife Individuen. Das Verbreitungsgebiet ist maximal 43.000 Quadratkilometer groß. Durch Lebensraumverlust gehen die Bestände zurück und die IUCN hält es für möglich, dass sie in Teilen ihres früheren Verbreitungsgebietes ausgestorben ist.
Die Finkenlerche kommt nur auf stark beweidetem Grasland auf Hochebenen vor. Dieses Grasland hat typischerweise schwarze Lehmböden. Sie meidet Täler mit hohem Gras, angesätes Grasland, sowie kahle steinige Lebensräume.

## Lebensweise
Die Finkenlerche frisst Insekten und nur in geringem Maße auch Samen. Nestlinge werden von den Elternvögeln ausschließlich mit Insekten gefüttert.
Die Brutzeit fällt in den Zeitraum November bis Dezember. Wie alle Lerchen ist auch die Finkenlerche ein Bodenbrüter. Das Nest ist ein typisches Lerchennest, das zwischen Grasbüscheln errichtet wird. Der Innennapf ist gelegentlich mit Schafwolle ausgefüttert. In geeigneten Lebensräumen stehen die einzelnen Nester gelegentlich nicht mehr als 50 Meter auseinander. Das Gelege besteht aus zwei bis drei Eiern. Das Frischvollgewicht beträgt 2,08 Gramm.

## Einzelbelege
1. 1 2 3 4  Handbook of the Birds of the World zur Finkenlerche, aufgerufen am 12. März 2017
2. 1 2  Pätzold: Kompendium der Lerchen. S. 297.
3. 1 2  Spizocorys fringillaris in der Roten Liste gefährdeter Arten der IUCN 2016. Eingestellt von: BirdLife International, 2016. Abgerufen am 12. März 2017.
4. ↑  Pätzold: Kompendium der Lerchen. S. 295.
5. 1 2 3  Pätzold: Kompendium der Lerchen. S. 296.